# Domani è un altro giorno (Enrico Ruggeri)
Domani è un altro giorno è un album del cantautore italiano Enrico Ruggeri, pubblicato nel 1997.

## Il disco
Fu il primo album di Ruggeri per l'etichetta PDU. Ebbe un discreto successo di vendite grazie ai singoli Neve al sole e La gente di cuore (brano cantato in coppia con Marco Masini).
Le canzoni contenute nell'album spaziano attraverso vari generi musicali: dal rock di Volti perduti e Il mercato dell'usato si passa alle sonorità più soft di Quando i vecchi si innamorano e La poesia ed alle atmosfere simil-jazz de Il prestigiatore e Notte di calore.
Nel video del brano "Neve al sole", insieme a Enrico Ruggeri, compare anche Elenoire Casalegno.
Nel 1998 è stata prodotta una versione dell'album in lingua spagnola dal titolo La gente con alma dalla quale sono state prese tre tracce ("Rostros perdidos", "El ilusionista" e "...y Gepeto se quedò de nuevo solo") e sono state messe nell'album del 2006 "Cuore, Muscoli e Cervello".

## Tracce
1. Neve al sole - 4:53
2. Volti perduti - 4:57
3. Quando i vecchi si innamorano - 4:40
4. Il prestigiatore - 2:42
5. ...e Geppetto rimase di nuovo solo - 3:48
6. Il mercato dell'usato - 3:56
7. Il mio cuore grande - 4:35
8. Il fantasista - 4:20
9. La poesia - 4:46
10. Notte di calore - 3:52
11. La gente di cuore - 5:03 (in coppia con Marco Masini)

## Formazione
- Enrico Ruggeri – voce
- Luigi Schiavone – chitarra, tastiera
- Marcello de Toffoli – tastiera
- Franco Cristaldi – basso
- Beppe Gemelli – batteria
- Pino Di Pietro – tastiera
- Fortunato Saccà – basso
- Michele Santoro – chitarra classica
- Pablo Vargas – armonica
- Miki Zermanian – oboe
- Andrea Mirò, Beppe Dettori, Moreno Ferrara, Silvio Pozzoli – cori